# Іскренська сільська рада
І́скренська сільська́ ра́да — адміністративно-територіальна одиниця та орган місцевого самоврядування у Шполянському районі Черкаської області. Адміністративний центр — село Іскрене.

## Загальні відомості
- Населення ради: 1 141 особа (станом на 2001 рік)

## Населені пункти
Сільській раді були підпорядковані населені пункти:
- с. Іскрене
- с. Георгіївка

## Склад ради
Рада складалася з 16 депутатів та голови.
- Голова ради: Остапчук Микола Іванович
- Секретар ради: Різник Зіна Андріївна

### Керівний склад попередніх скликань
| Прізвище, ім'я, по батькові | Основні відомості                                                 | Дата обрання | Дата звільнення |
| --------------------------- | ----------------------------------------------------------------- | ------------ | --------------- |
| Письменний Петро Іванович   | Сільський голова, 1956 року народження, член Народної партії      | 26.03.2006   | 31.10.2010      |
| Остапчук Микола Іванович    | Сільський голова, 1961 року народження, освіта вища, безпартійний | 31.10.2010   |                 |

Примітка: таблиця складена за даними сайту Верховної Ради України

### Депутати
За результатами місцевих виборів 2010 року депутатами ради стали:

#### За суб'єктами висування
| Суб'єкт висування                                       | Кількість обраних депутатів | %    |
| ------------------------------------------------------- | --------------------------- | ---- |
| Партія регіонів                                         | 7                           | 43,8 |
| Самовисування                                           | 5                           | 31,3 |
| Політична партія Всеукраїнське об'єднання «Батьківщина» | 4                           | 25   |

#### За округами
| № округу                                                | Прізвище, ім'я, по батькові       | Дата визнання обраним | Освіта             | Партійна приналежність                        | Відомості про обраного депутата                       |
| ------------------------------------------------------- | --------------------------------- | --------------------- | ------------------ | --------------------------------------------- | ----------------------------------------------------- |
| Партія регіонів                                         |                                   |                       |                    |                                               |                                                       |
| 1                                                       | Григоренко Лариса Миколаївна      | 03.11.2010            | середня спеціальна | член Партії регіонів                          | Магазин п/п Остапчук Т. П., продавець                 |
| 2                                                       | Бобер Олександр Степанович        | 03.11.2010            | середня спеціальна | член Партії регіонів                          | тимчасово не працює                                   |
| 3                                                       | Циганенко Віктор Володимирович    | 03.11.2010            | середня спеціальна | член Партії регіонів                          | Сільський Будинок культури, директор СБК              |
| 5                                                       | Антошенко Сергій Миколайович      | 03.11.2010            | середня спеціальна | член Партії регіонів                          | «Інвестиційна компанія», машиніст екскаватора         |
| 6                                                       | Лисенко Лариса Володимирівна      | 03.11.2010            | середня спеціальна | член Партії регіонів                          | Іскренська сільська рада, головний бухгалтер          |
| 12                                                      | Різник Зінаїда Андріївна          | 03.11.2010            | середня спеціальна | член Партії регіонів                          | Іскренська сільська рада, секретар                    |
| 15                                                      | Діхтяр Анатолій Васильович        | 03.11.2010            | середня спеціальна | член Партії регіонів                          | тимчасово не працює                                   |
| Політична партія Всеукраїнське об'єднання «Батьківщина» |                                   |                       |                    |                                               |                                                       |
| 7                                                       | Телеуз Володимир Васильович       | 03.11.2010            | середня спеціальна | член Всеукраїнського об'єднання «Батьківщина» | тимчасово не працює                                   |
| 8                                                       | Телеуз Олександр Васильович       | 03.11.2010            | середня спеціальна | член Всеукраїнського об'єднання «Батьківщина» | Мехколона № 25, машиніст бульдозера                   |
| 9                                                       | Меркотан Тарас Олексійович        | 03.11.2010            | вища               | член Всеукраїнського об'єднання «Батьківщина» | тимчасово не працює                                   |
| 13                                                      | Половинко Олександр Володимирович | 03.11.2010            | вища               | позапартійний                                 | тимчасово не працює                                   |
| Самовисування                                           |                                   |                       |                    |                                               |                                                       |
| 4                                                       | Іщенко Олександр Сергійович       | 03.11.2010            | середня            | позапартійний                                 | Магазин п/п Остапчук Т. П., водій                     |
| 10                                                      | Клименко Валентина Олексіївна     | 30.03.2014            | середня спеціальна | позапартійна                                  | сільська рада, рахівник-касир                         |
| 11                                                      | Лебедович Лариса Михайлівна       | 02.01.2011            | вища               | позапартійна                                  | Іскренська загальноосвітня школа, заступник директора |
| 14                                                      | Шпиця Аза Миколаївна              | 02.01.2011            | середня спеціальна | член Партії регіонів                          | СТОВ «Іскрене», завідувачка дільниці                  |
| 16                                                      | Похилюк Ольга Олександрівна       | 03.11.2010            | середня            | позапартійна                                  | СТОВ «Іскрене», обліковець тракторної бригади         |